# 聚福古庵
聚福古庵，位于中国广东省汕头市南澳县深澳镇金山村，现为南澳县文物保护单位，类型为古建筑，公布时间为1992年8月15日。
聚福古庵的历史年代为明末。